# ميان تشاك تل كر (قيلاب)
میان تشاك تل کر (بالفارسية: میان‌چاک تل‌کر) هي قرية تقع في قسم قيلاب الريفي، بمقاطعة أنديمشك التابعة لمحافظة خوزستان، إيران. يقدر عدد سكانها بـ 29 نسمة حسب الإحصاء السكاني الذي تمّ في عام 2006.